# سکوکوچه
سکوکوچه (به صربی: Skokuće) یک منطقهٔ مسکونی در صربستان است که در پریژپولجه واقع شده‌است. سکوکوچه ۱۰۵ نفر جمعیت دارد.